# Primož Vitez
Primož Vitez, slovenski prevajalec in jezikoslovec, * 23. april 1966, Šempeter pri Gorici.
Deluje kot profesor na oddelku romanske jezike in književnosti Filozofske fakultete v Ljubljani.

## Življenje
Študiral je umetnostno zgodovino in francoski jezik in književnost na Filozofski fakulteti v Ljubljani. 24. aprila 1992 je diplomiral, za svoje diplomsko delo Slogovna in pomenska vrednost ločil (COBISS) prejel univerzitetno Prešernovo nagrado. Magistriral je leta 1995 z uspešnim zagovorom magistrske naloge Protistavna analiza francoske in slovenske stavčne intonacije (COBISS). Po magisteriju je nadaljeval z doktorskim študijem, kjer se je nadaljnje posvečal delovanju stavčne intonacije v medijskih govornih položajih in delovanjem naglasnega sistema v francoščini. Septembra leta 1998 obranil svojo disertacijo Premiki v naglasnem sistemu francoskega medijskega govora (COBISS).
Kot predavatelj je na Filozofski fakulteti v Ljubljani začel delati oktobra leta 1992 kot asistent stažist za francosko jezikoslovje. Danes na fakulteti predava pri šestih predmetih, treh obveznih in treh izbirnih.
Je tudi član glasbene jazz skupine Bossa de Novo, ki izvaja brazilsko glasbo.

## Delo
S prevajalstvom se ukvarja izven delavnika, prevaja iz francoščine, izjemoma tudi iz angleščine, španščine, portugalščine, srbščine in hrvaščine.
Leta 2008 je prejel nagrado Dominika Smoleta, eno izmed nagrad Borštnikovega srečanja, za prevod Ionescove drame Nosorogi (COBISS). Leta 2010 mu je Društvo slovenskih književnih prevajalcev za prevod Voltairovih Filozofskih zgodb (COBISS) dodelilo Sovretovo nagrado, 2025 pa še Nodierovo nagrado za najboljši literarni prevod iz francoščine v slovenščino (Popotovanje po moji sobi Xaviera de Maistra) za leto 2024.
O svojem delu na področju prevajalstva je za revijo Dialogi izjavil, da je prevajanje paradoksna jezikovna dejavnost, saj je za bralca najmanj opazna takrat, kadar je najbolje izpeljana.
Je tudi avtor več znanstvenih člankov. Njegova bibliografija obsega 327 del, od tega 20 izvirnih znanstvenih člankov, en pregledni znanstveni članek in en poljudni članek, 28 strokovnih člankov, 8 predgovorov ali spremnih besed ter 96 prevodov. Leta 2020 je v Slavistični reviji objavil Besedilne in terminološke novosti v drugem slovenskem prevodu Saussurjeve knjige (COBISS). Leto prej je v zborniku Ars & humanitas objavil članek »Besedilna invencija in citat« (COBISS).
Njegovo znanstveno delo se razteza od francoske slovnice do književnosti ter splošnega jezikoslovja.